# 22Gz
Jeffrey Alexander (n. 29 noiembrie 1997, New York City, New York, SUA), cunoscut profesional ca 22Gz (/ tutuˈdʒiːz / too-too-JEEZ), este un rapper american din secțiunea Flatbush din Brooklyn, New York.
Este creditat ca un pionier al drill-ului din Brooklyn. 22Gz a lansat primul său mixtape major, The Blixky Tape, prin Atlantic Records în 2019.

## Biografie
S-a născut pe 29 noiembrie 1997 în Brooklyn, New York.
A fost crescut în secțiunea Flatbush din Brooklyn. Tatăl său a murit înainte să se nască, iar fratele său mai mare a fost condamnat la 16 ani de închisoare.
El și-a început cariera de divertisment in metroul din New York, desfășurând rutine de dans în timpul spectacolului.

## Cariera muzicala
După ce a lansat single-urile „Blixky” și „Suburban” în 2016, 22Gz a câștigat urmăriri din videoclipurile sale de pe YouTube. „Suburban”, produs de producătorul de UK Drill/Grime AXL Beats, a fost considerat unul dintre primele melodii majore din Brooklyn care au devenit populare. 22Gz a primit atenția de la hip hop-ul principal, alăturându-se în cele din urmă casei de discuri deținută de Kodak Black din Florida și filialei Atlantic, Sniper Gang în 2018. Una dintre primele sale melodii lansate in prin casa de discuri, „Spin the Block”, a fost o piesă de colaborare cu Black.
22Gz a lansat primul său mixtape cu Atlantic, The Blixky Tape, în iulie 2019. Mixtape-ul său de urmărire Growth & Development a fost lansat pe 10 aprilie 2020 și a fost coprodus de producătorul de UK Drill Ghosty. Torsten Ingvaldsen de la Hypebeast a lăudat mixtape-ul, declarând că 22Gz are „energie revoltătoare, producând versuri agresive și livrări militante care continuă să sculpteze ascensiunea sa ritmică”.

## Controverse legale
În 2014, 22Gz a fost acuzat de conspirație pentru a comite crimă, însă acuzațiile au fost abandonate. 22Gz a petrecut cinci luni în închisoare în 2017 pentru acuzații de crimă de gradul II legate de o împușcare în Miami, însă acestea au fost ulterior abandonate.
22Gz a înregistrat un videoclip Facebook Live de la o celulă deținută din NYPD în 2018.
În 2019, Alexander, alături de alți patru rapperi din New York, inclusiv Casanova, Pop Smoke, Sheff G și Don Q, au fost scoși din Rolling Loud New York la instrucțiunile Departamentului de Poliție din New York. NYPD a citat „un risc mai mare de violență” dacă artiștii ar trebui să cânte.
1. ↑   https://www.complex.com/music/a/j-mckinney/22gz-interview-brooklyn-drill Lipsește sau este vid: |title= (ajutor)